# Пичман, Юзеф
Юзеф Франтишек Пичман (пол. Józef Pitschmann, 1758[…], Триест — 1 сентября 1834[…], Кременец, Волынская губерния) — польский художник-портретист, преподаватель живописи.

## Биография
Художественное образование Ю. Пичман получил в Венской академии искусств, был учеником Иоганна Баптиста Лампи-старшего, Т. Фюгера, Й. Брандта. На конкурсе исторической живописи 1787 года получил золотую медаль и звание действительного члена Венской академии искусств. В 1788 году по приглашению Ю. Чарторыйского переехал в Корец. В 1789 году переехал в Варшаву, а вскоре ко двору Станислава Августа Понятовского в Познани, где творил вместе с Й. Лампи. Проживал во Львове с 1794 по 1806 год.
В 1806 году по приглашению основателя Волынской гимназии (реформирована в 1819 году в Кременецкий лицей) Т. Чацкого возглавил отдел красных искусств, ставший центром художественного образования на Волыни. В Кременце прожил до самой смерти. За продолжительную педагогическую деятельность в лицее Пичман был в 1830 году награждён «Знаком отличия беспорочной службы за 20 лет» и ему был назначен «пенсион» — 600 руб. серебром в год, который он получил лишь в один год.

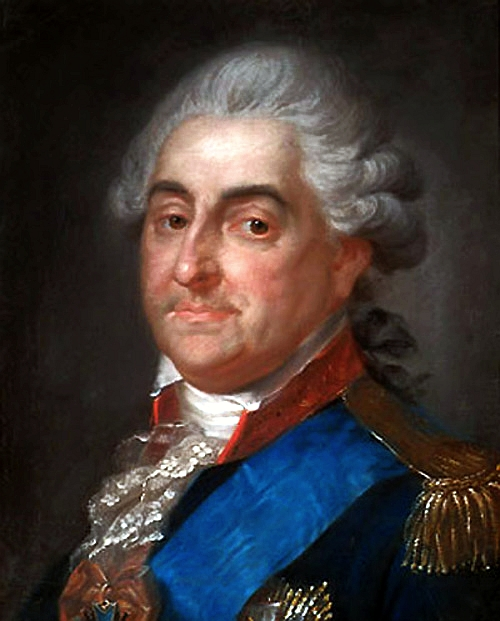
Портрет Станислава Августа. Национальный музей в Варшаве.

Среди известных учеников Пичмана — Бонавентура Клембовский, Антон Андржейовский, Ксаверий Каневский.
Творчество Пичмана является типичным австрийским вариантом классицизма, иногда обращался к проблемам, характерным для образа человека в искусстве сентиментализма. Во львовский период создал, в соответствии с его собственным списком, 282 портрета. А всего их Пичман написал почти 500, около тридцати из которых находятся в украинских музеях.